# Edoardo Rovida
Edoardo Rovida (né le 26 août 1927) est un prélat italien de l'Église catholique qui a travaillé dans le service diplomatique du Saint-Siège de 1953 à 2002.

## Biographie
Edoardo Rovida est né le 26 août 1927 à Alexandrie, en Italie, et est ordonné prêtre le 29 juin 1950

## Carrière diplomatique
Il termine le cursus d'études à l'Académie ecclésiastique pontificale en 1953
Il devient connu comme un bénéficiaire du patronage de Giovanni Benelli, qui, en tant que Substitut du Secrétariat d'État, a dominé le département de 1967 à 1977. Ses premières affectations dans le service diplomatique du Saint-Siège comprennent un passage à Cuba (en) pendant les premières années de la Révolution cubaine  mais aussi en Haïti, au Mexique (en) et en Irlande (en).
Le 31 juillet 1971, le pape Paul VI le nomme archevêque titulaire de Tauromenium (de) et nonce apostolique au Panama (en). Il reçoit sa consécration épiscopale le 10 octobre des mains du cardinal Jean-Marie Villot, le Secrétaire d'État.
Le 13 août 1977, il est nommé nonce apostolique en Zaïre (en) et le 7 mars 1981, il est nommé Observateur permanent du Saint-Siège auprès des Nations Unies à Genève (en).
Le 26 janvier 1985, il est nommé nonce apostolique en Suisse et le 7 mars 1987 nonce apostolique au Liechtenstein (en).
Le 15 mars 1993, il est nommé nonce apostolique au Portugal (en),
Son service en tant que nonce au Portugal (en) prend fin avec la nomination de son successeur, Alfio Rapisarda, le 12 octobre 2002, mais conserve le titre de nonce.